# Copelatus imasakai
Copelatus imasakai là một loài bọ cánh cứng trong họ Bọ nước. Loài này được Matsui & Kitayama miêu tả khoa học năm 2000.